# Lijst van personen overleden in mei 2013
Dit is een lijst van bekende personen die overleden zijn in mei 2013.

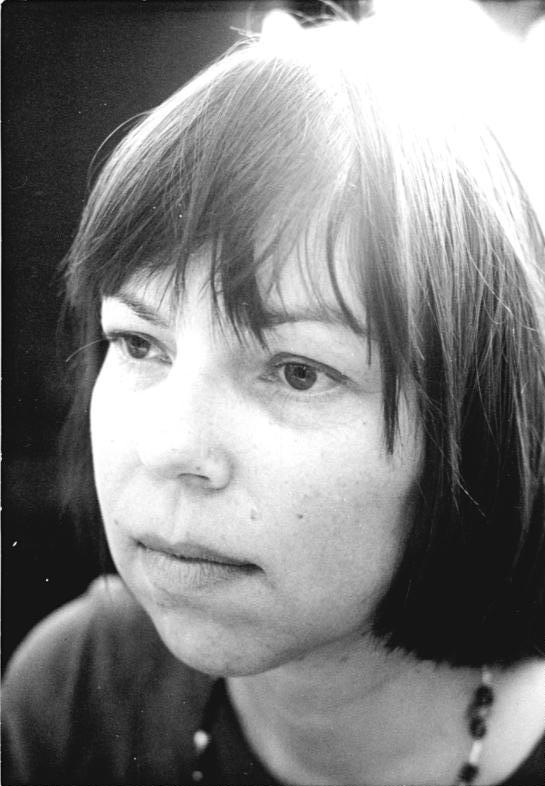
Sarah Kirsch
5 mei

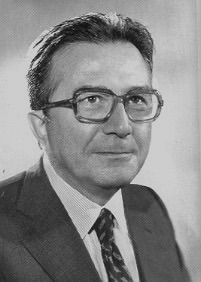
Giulio Andreotti
6 mei

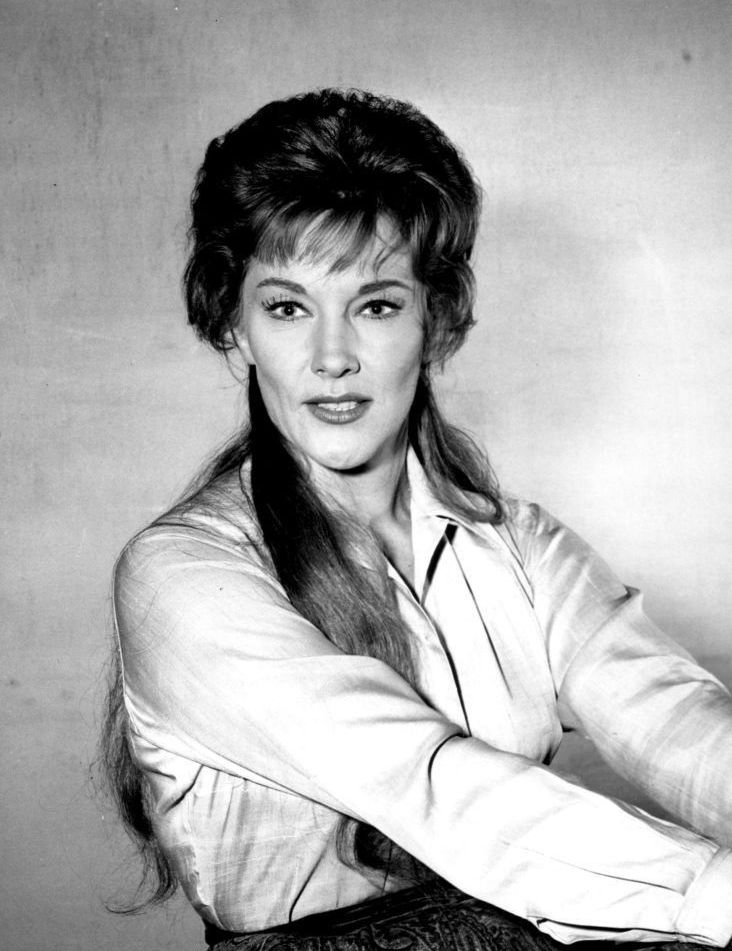
Jeanne Cooper
8 mei

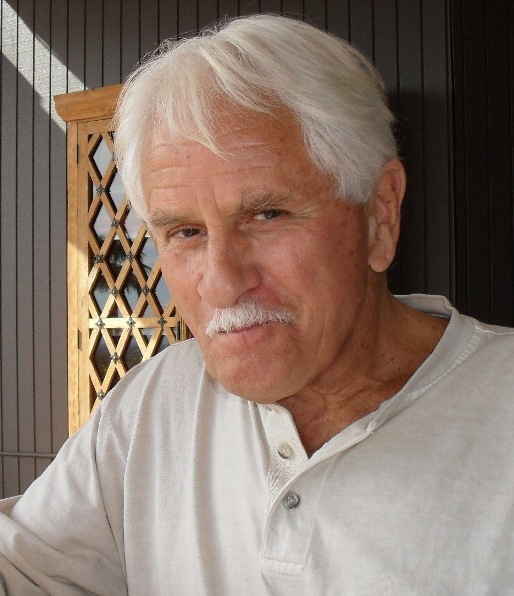
Linden Chiles
15 mei

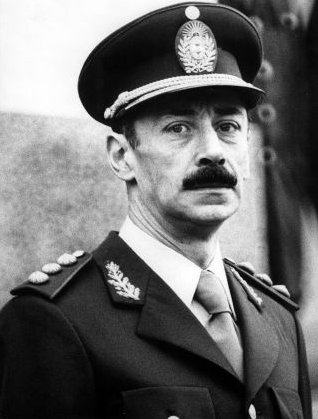
Jorge Videla
17 mei

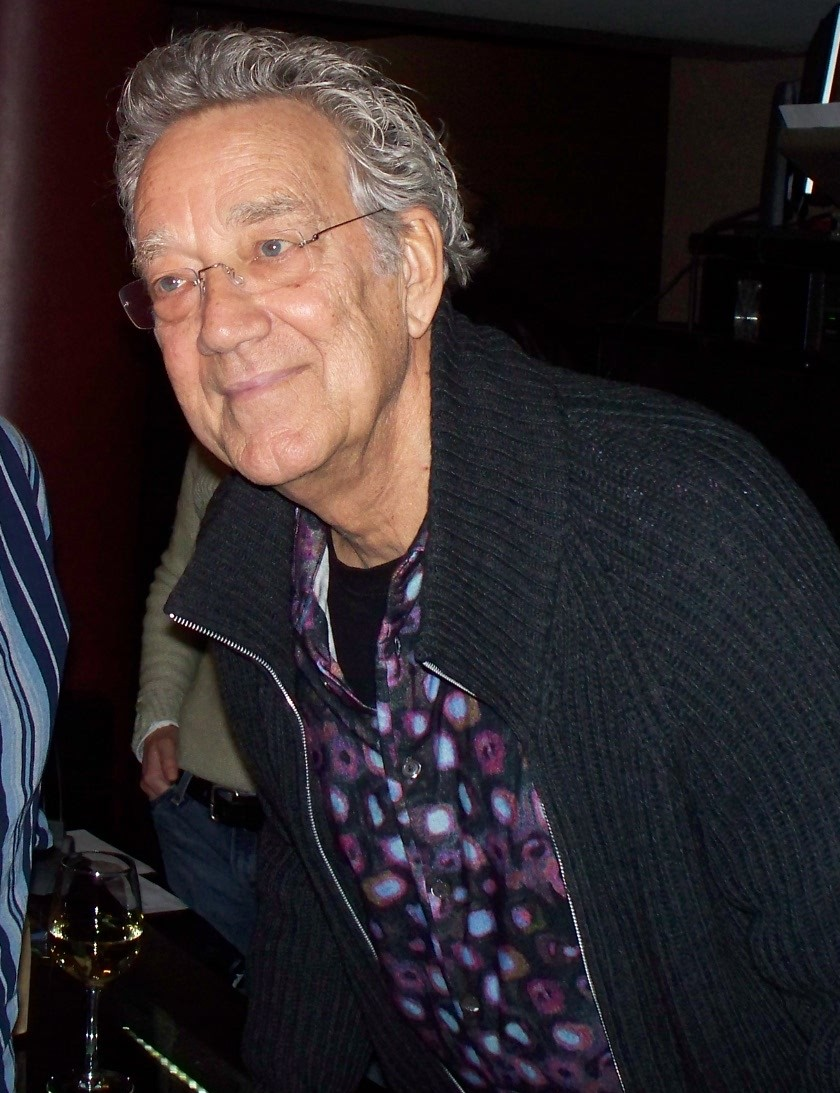
Ray Manzarek
20 mei

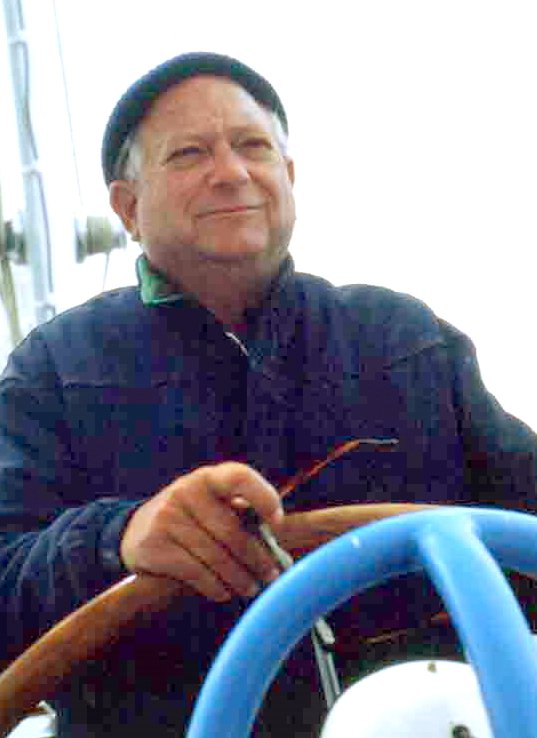
Jack Vance
26 mei

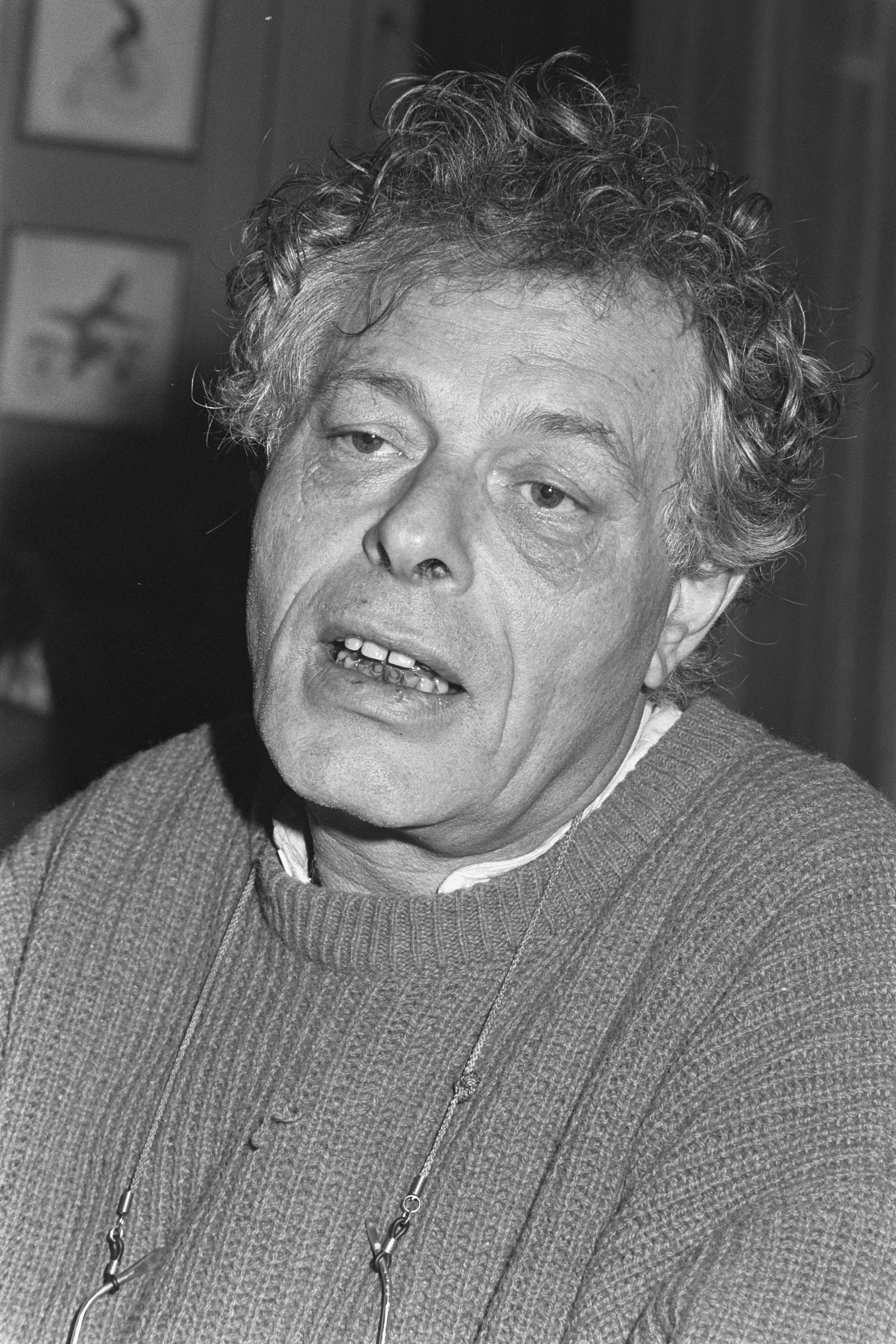
Frank Lodeizen
28 mei

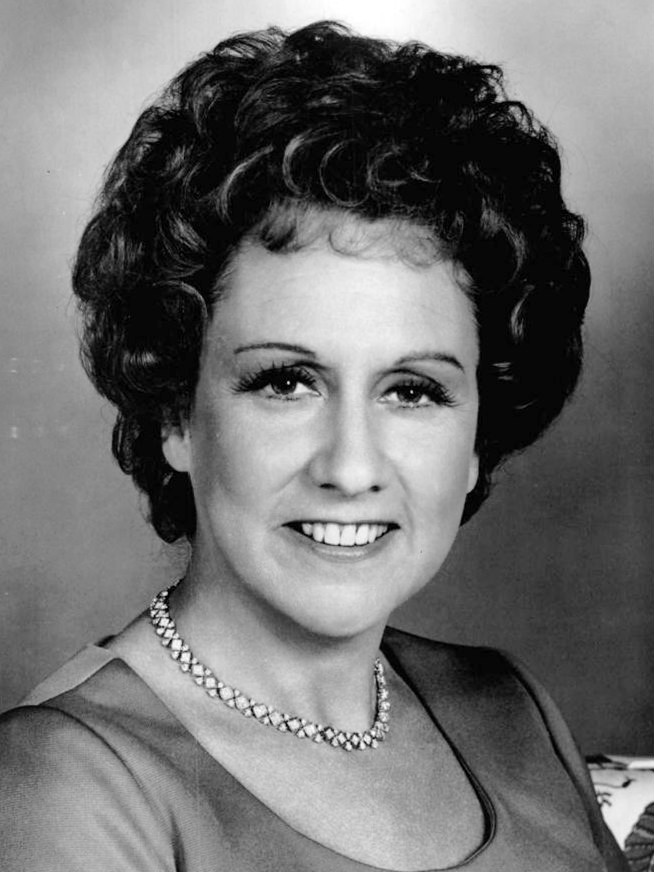
Jean Stapleton
31 mei

| 1 | 2 | 3 | 4 | 5 | 6 | 7 | 8 | 9 | 10 | 11 | 12 | 13 | 14 | 15 | 16 | 17 | 18 | 19 | 20 | 21 | 22 | 23 | 24 | 25 | 26 | 27 | 28 | 29 | 30 | 31 |
| - | - | - | - | - | - | - | - | - | -- | -- | -- | -- | -- | -- | -- | -- | -- | -- | -- | -- | -- | -- | -- | -- | -- | -- | -- | -- | -- | -- |

### 1 mei
- P.C. Paardekooper (92), Nederlands taalkundige[1]

### 2 mei
- Jeff Hanneman (49), Amerikaans gitarist[2]
- Ivan Turina (32), Kroatisch voetballer[3]

### 4 mei
- Christian de Duve (95), Belgisch bioloog en cytoloog[4]
- Loek Feijen (82), Nederlands voetballer[5]
- Jacques Stockman (74), Belgisch voetballer[6]
- Henk Waltmans (83), Nederlands politicus en publicist[7]

### 5 mei
- Sarah Kirsch (78), Duits schrijfster[8]
- Dirk Vekeman (52), Belgisch voetballer[9]
- Helmin Wiels (54), Curaçaos politicus[10]

### 6 mei
- Giulio Andreotti (94), Italiaans politicus[11]
- Barend ter Haar Romeny (88), Nederlands burgemeester[12]

### 7 mei
- Ray Harryhausen (92), Amerikaans filmregisseur, -producent en animator[13]
- Teri Moïse (43), Amerikaans zangeres[14]
- Agnies Pauw van Wieldrecht (85), Nederlands publiciste[15]
- Peter Rauhofer (48), Oostenrijks diskjockey[16]
- Romanthony (46), Amerikaans muziekproducent, diskjockey en zanger[17]
- Jan Villerius (74), Nederlands voetballer[18]

### 8 mei
- Jeanne Cooper (84), Amerikaans actrice[19]
- Bryan Forbes (86), Brits filmregisseur, acteur en schrijver[20]
- Mart van de Ven (79), Nederlands burgemeester[21]
- Ernie Winchester (68), Schots voetballer[22]

### 9 mei
- Andrew Simpson (36), Brits zeiler[23]

### 10 mei
- Hugh William Mackay (75), Brits politicus[24]
- Harm Tees (66), Nederlands burgemeester[25]

### 11 mei
- Ollie Mitchell (86), Amerikaans bandleider en jazztrompettist[26]

### 12 mei
- Daisy Hontiveros-Avellana (96), Filipijns toneelactrice, -schrijver en -regisseur[27]
- Marijke Spies (78), Nederlands hoogleraar[28]

### 13 mei
- André Denys (65), Belgisch politicus[29]
- Luciano Lutring (75), Italiaans misdadiger en kunstenaar[30]
- Hilde Van Sumere (80), Belgisch beeldhouwster[31]
- Kenneth Waltz (88), Amerikaans politicoloog[32]

### 14 mei
- Maurice Minnebo (92), Belgisch politicus[33]
- Ingrid Visser (35), Nederlands volleybalster[34]

### 15 mei
- Linden Chiles (80), Amerikaans acteur[35]
- Raul S. Gonzalez (78), Filipijns journalist en minister van pers[36]

### 16 mei
- Fred Funcken (91), Belgisch striptekenaar[37]
- Heinrich Rohrer (80), Zwitsers natuurkundige en Nobelprijswinnaar[38]
- Paul Shane (72), Brits acteur[39]

### 17 mei
- Philippe Gaumont (40), Frans wielrenner[40]
- Elijah Harper (64), Canadees politicus[41]
- Jérôme Reehuis (73), Nederlands acteur[42]
- Ken Venturi (82), Amerikaans golfer[43]
- Jorge Videla (87), president van Argentinië[44]

### 18 mei
- Aleksej Balabanov (54), Russisch filmmaker[45]

### 19 mei
- Felipe Cruz (93), Filipijns ondernemer[46]
- Bella Flores (84), Filipijns actrice[47]
- Karel Van Rompuy (83), Belgisch bankier[48]

### 20 mei
- Ray Manzarek (74), Amerikaans toetsenist[49]
- Manfred Padinger (52), Oostenrijks componist[50]
- Georges Stalpaert (88), Belgisch hartchirurg[51]

### 21 mei
- Trevor Bolder (62), Brits bassist[52]
- Louis de Cartier de Marchienne (91), Belgisch baron en zakenman[53]
- Christian van Rosenborg (70), lid Deense koningshuis[54]
- Dominique Venner (78), Frans historicus en essayist[55]
- Wim Verhoef (84), Nederlands predikant[56]

### 22 mei
- Henri Dutilleux (97), Frans componist en muziekpedagoog[57]
- Brian Greenhoff (60), Brits voetballer[58]

### 23 mei
- Maurits van Hessen (86), lid van de Duitse adel[59]
- Georges Moustaki (79), Frans zanger en componist[60]
- James Sisnett (113), oudste inwoner van Barbados en tweede oudste man ter wereld[61]
- Brian Sternberg (69), Amerikaans atleet[62]

### 24 mei
- Yves Joly (104), Frans komiek, poppenspeler en poppenmaker[63]

### 26 mei
- Otto Muehl (87), Oostenrijks kunstenaar, sekteleider en crimineel[64]
- Jack Vance (96), Amerikaans schrijver[65]

### 27 mei
- Bill Pertwee (86), Brits acteur[66]

### 28 mei
- Gisèle d'Ailly-van Waterschoot van der Gracht (100), Nederlands kunstenares en kunstmecenas[67]
- Joop Ayal (87), Indonesisch jazzsaxofonist[68]
- Nino Bibbia (91), Italiaans bobsleeër en skeletonracer[69]
- Frank Lodeizen (81), Nederlands beeldend kunstenaar[70]
- Eddie Romero (88), Filipijns filmregisseur, producent en scriptschrijver[71]
- Fons Sprangers (85), Belgisch politicus[72]

### 29 mei
- Franz Bernhard (79), Duits beeldhouwer[73]
- Mulgrew Miller (57), Amerikaans jazzpianist[74]
- Henry Morgentaler (90), Joods-Canadees dokter, abortusactivist en Holocaustoverlevende[75]

### 30 mei
- Elliot Del Borgo (74), Amerikaans componist, muziekpedagoog, dirigent en muzikant[76]

### 31 mei
- Jean Stapleton (90), Amerikaans actrice[77]

1900 ·
1901 ·
1902 ·
1903 ·
1904 ·
1905 ·
1906 ·
1907 ·
1908 ·
1909 ·
1910 ·
1911 ·
1912 ·
1913 ·
1914 ·
1915 ·
1916 ·
1917 ·
1918 ·
1919 ·
1920 ·
1921 ·
1922 ·
1923 ·
1924 ·
1925 ·
1926 ·
1927 ·
1928 ·
1929 ·
1930 ·
1931 ·
1932 ·
1933 ·
1934 ·
1935 ·
1936 ·
1937 ·
1938 ·
1939 ·
1940 ·
1941 ·
1942 ·
1943 ·
1944 ·
1945 ·
1946 ·
1947 ·
1948 ·
1949 ·
1950 ·
1951 ·
1952 ·
1953 ·
1954 ·
1955 ·
1956 ·
1957 ·
1958 ·
1959 ·
1960 ·
1961 ·
1962 ·
1963 ·
1964 ·
1965 ·
1966 ·
1967 ·
1968 ·
1969 ·
1970 ·
1971 ·
1972 ·
1973 ·
1974 ·
1975 ·
1976 ·
1977 ·
1978 ·
1979 ·
1980 ·
1981 ·
1982 ·
1983 ·
1984 ·
1985 ·
1986 ·
1987 ·
1988 ·
1989 ·
1990 ·
1991 ·
1992 ·
1993 ·
1994 ·
1995 ·
1996 ·
1997 ·
1998 ·
1999 ·
2000 ·
2001 ·
2002 ·
2003 ·
2004 ·
2005 ·
2006 ·
2007 ·
2008 ·
2009 ·
2010 ·
2011 ·
2012 ·
2013 ·
2014 ·
2015 ·
2016 ·
2017 ·
2018 ·
2019 ·
2020 ·
2021 ·
2022 ·
2023 ·
2024 ·
2025